# Železniční doprava v Maďarsku

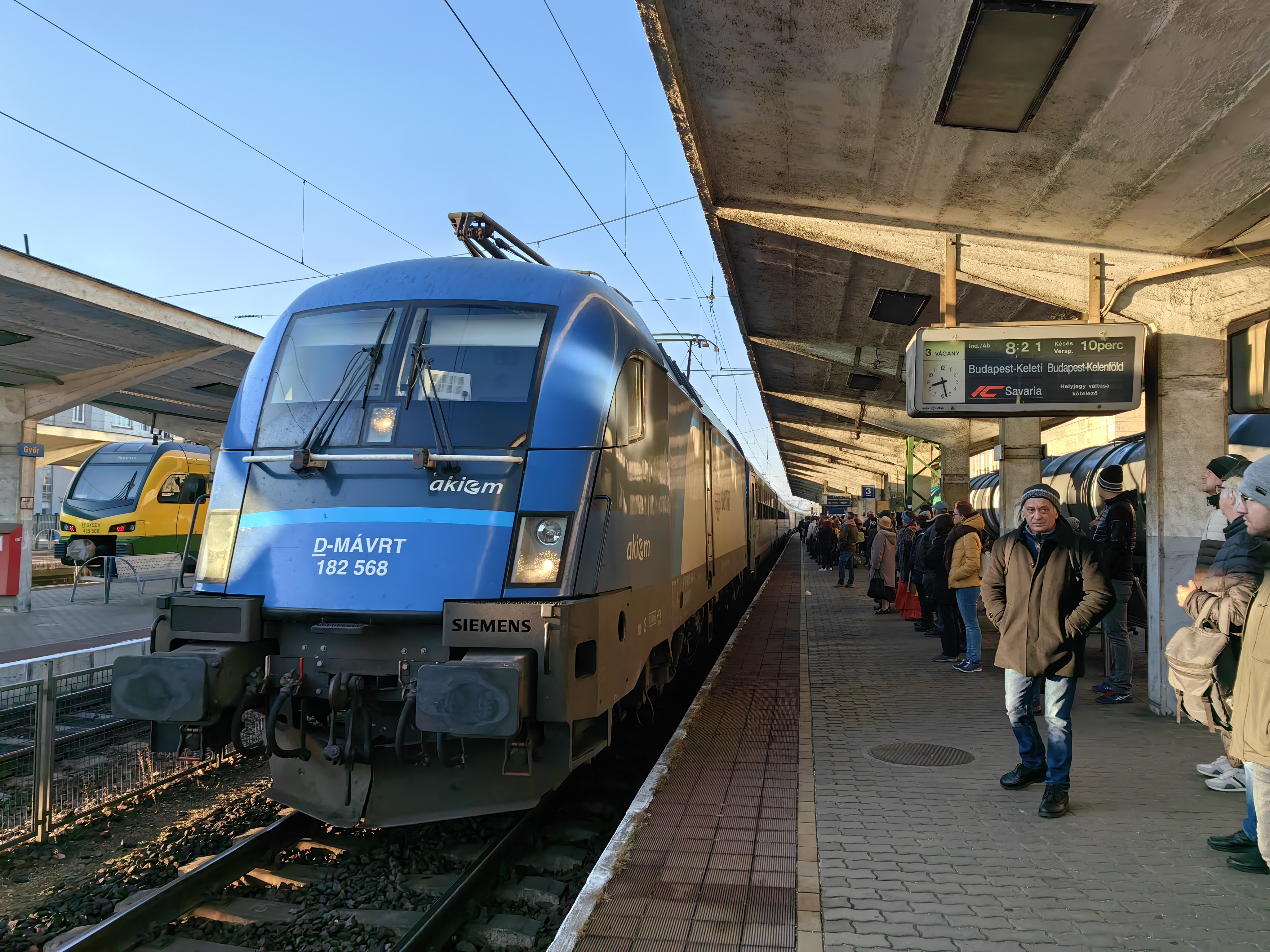
Lokomotiva 182 se svým vlakem v Győru

Železniční doprava v Maďarsku má téměř 180letou tradici. Od první koněspřežné dráhy se maďarské železnice vypracovaly k moderní a nepostradatelné části železniční sítě Evropy. Úrodné nížiny umožnily rychlou výstavbu železničních tratí, mírné pohoří na severu země zase rozvoj úzkorozchodných železnic. I přesto, že technický stav vedlejších regionálních tratí není nejlepší, patří železniční doprava v Maďarsku k důležité části dopravního systému.

## Základní informace

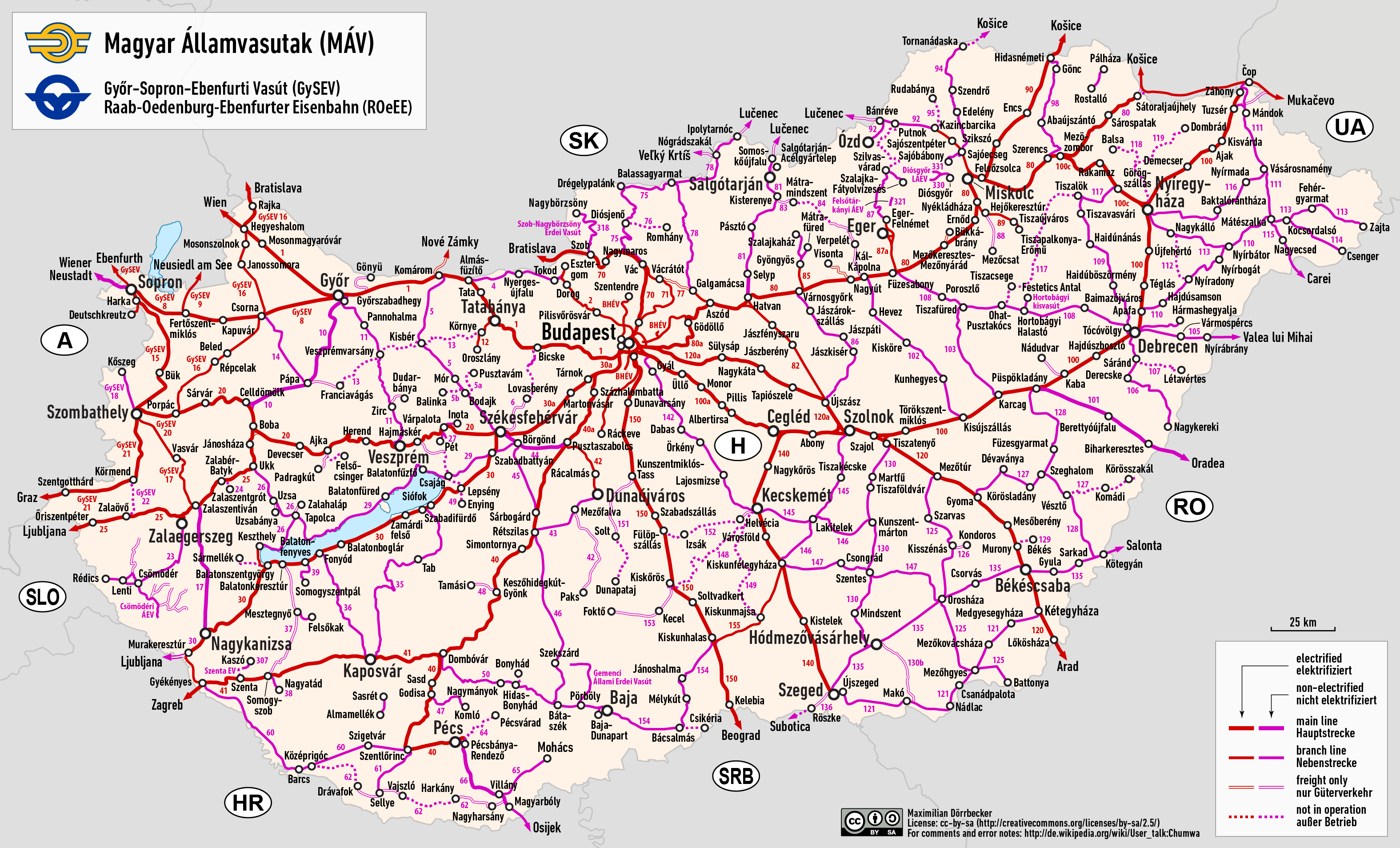
Železniční síť Maďarska

### Délka sítě
- Celková délka: 7183 km
- Dvoukolejné tratě: 1292 km
- Elektrizované tratě: 2628 km

### Rozchod
- Normální rozchod (1435 mm): 6972 km
- Rozchod 1520 mm: 35 km
- Rozchod 760 mm: 176 km

## Historie
První železnicí na území bývalého Uherska byla 11kilometrová koňská dráha spojující města Pešť a Kőbánya dobudovaná již v roce 1827. Ovšem masivnímu rozvoji železnic předcházela stavba druhé koňské železnice o vzdálenosti 49,5 km, spojující Pozsony (dnes Bratislava) a Nagyszombat (Trnava). Tato trať byla vybudována v letech 1840 – 1846 a byla v provozu 25 let, poté byla přestavěna na parní provoz.
První maďarskou tratí s parním provozem se stala 33,6 km dlouhá trať spojující Budapešť s městem Vác, která byla dokončena v roce 1846. Trať byla dále prodloužena přes Szob, Štúrovo, Nové Zámky a Bratislavu do Marcheggu a dále do Vídně. Roku 1847 poprvé vyjely vlaky na 101 km dlouhou trať Budapešť – Szolnok, která měla být dále prodloužena až do Debrecína.

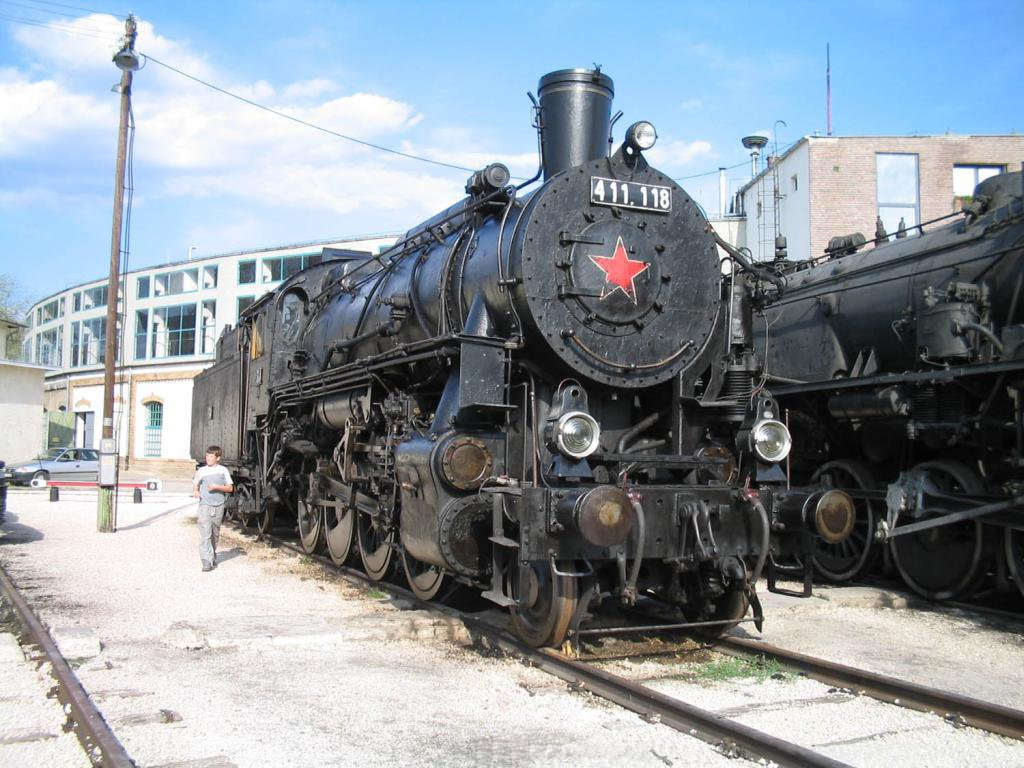
Parní lokomotiva 411 118

Během revoluce a boje za nezávislost v letech 1848 – 1849 stanovil uherský sněm požadavek, aby byl největší důraz kladen na budování železničních tratí s tím, že se budou paprskovitě rozbíhat z Budapešti, a aby stát určoval veškeré podmínky provozu.
V roce 1868 vznikly MÁV - Magyar Királyi Államvasutak (Maďarské královské státní dráhy). Základním strategickým cílem bylo vybudovat celonárodní železniční systém, který by urychlil hospodářský růst země.
První maďarskou státní dráhou byla trať Budapest – Hatvan – Salgótarján, vybudovaná v témže roce. V roce 1891 převzala společnost MÁV na maďarském území tratě Rakousko-Uherských železnic. Délka státních železnic byla v tomto roce 7 411 km.
Po podepsání Trianonské smlouvy po první světové válce zůstalo Maďarsku z původních 20 000 km jen 8 705 km tratí.
Více než 80 % všech tratí vlastnil stát. V roce 1931 vykoupilo Maďarské království 51 místních železnic a předalo je do správy státu. Po druhé světové válce muselo být mnoho tratí obnoveno, neboť byly při osvobozování zničeny. Po roce 1945 a s nástupem Maďarské lidové republiky v roce 1949 vlastnil stát téměř všechny tratě vyjma těch, které vlastnila společnost Győr–Sopron–Ebenfurti Vasút.
Padesátá a šedesátá léta 20. století se nesla ve znamení elektrizace a zavádění nových elektrických a motorových lokomotiv. Do roku 1960 byl postup poměrně malý, elektrizováno bylo 135 km tratí střídavou napájecí soustavou o napětí 16 kV. Po tomto roce se přešlo na napětí 25 kV, a následně v roce 1972 bylo na všech tratí zavedeno jednotné střídavé napětí 25 kV 50 Hz. V letech 1960 - 1970 bylo elektrizováno 500 km železničních tratí, v následujícím desetiletí již 650 km.

## Železniční dopravci

Logo HÉV

V současné době v Maďarsku provozují železniční dopravu mj. tyto společnosti:
- Osobní doprava:
  - MÁV Személyszállítási Zrt.
  - Győr–Sopron–Ebenfurti Vasút

- Nákladní doprava:
  - Rail Cargo Hungaria
  - CER
  - MMV Magyar Magánvasút
  - FLOYD
  - Eurocom

## Osobní doprava

### Kategorie osobních vlaků

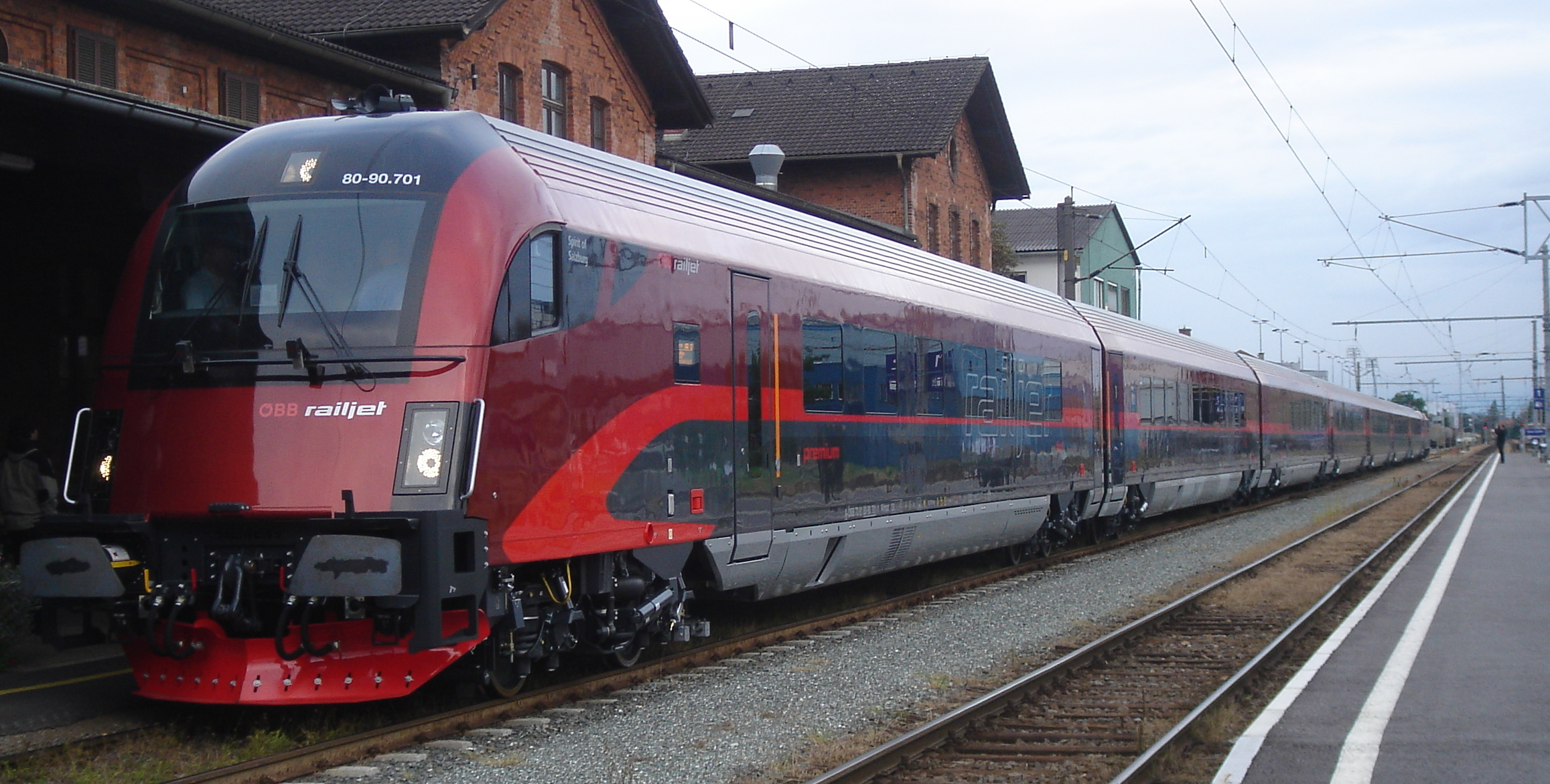
Vysokorychlostní Railjet jezdící na trase München - Wien - Győr - Budapest-Keleti

V Maďarsku jezdí osobní vlaky v těchto kategoriích:
- Railjet
- EuroCity
- EuroNight
- EuroRegio
- InterCity
- Gyorsvonat (Rychlík)
- Személyvonat (Osobní vlak)

### Vnitrostátní doprava
Ve vnitrostátní dopravě musí maďarské železnice každodenně bojovat se silnou autobusovou konkurencí. Téměř každá obec a město je spojeno autobusovou dopravou. Na rozdíl od železniční sítě mají autobusy větší pokrytí a proto jí denně použije kolem 1,6 milionu cestujících. Největší autobusovou společností v Maďarsku je MÁV Személyszállítási Zrt..

### Mezinárodní doprava
Maďarsko v čele s Budapeští má výborné mezinárodní spojení. Především z budapešťského Keleti pályaudvar odjíždí každý den několik desítek mezinárodních vlaků do celé Evropy.
V současné době má Maďarsko přímé vlakové spojení s těmito zeměmi: Česko, Chorvatsko, Polsko, Německo, Rakousko, Rumunsko, Rusko, Slovensko, Slovinsko, Srbsko, Švýcarsko, Ukrajina.

### Významné železniční stanice

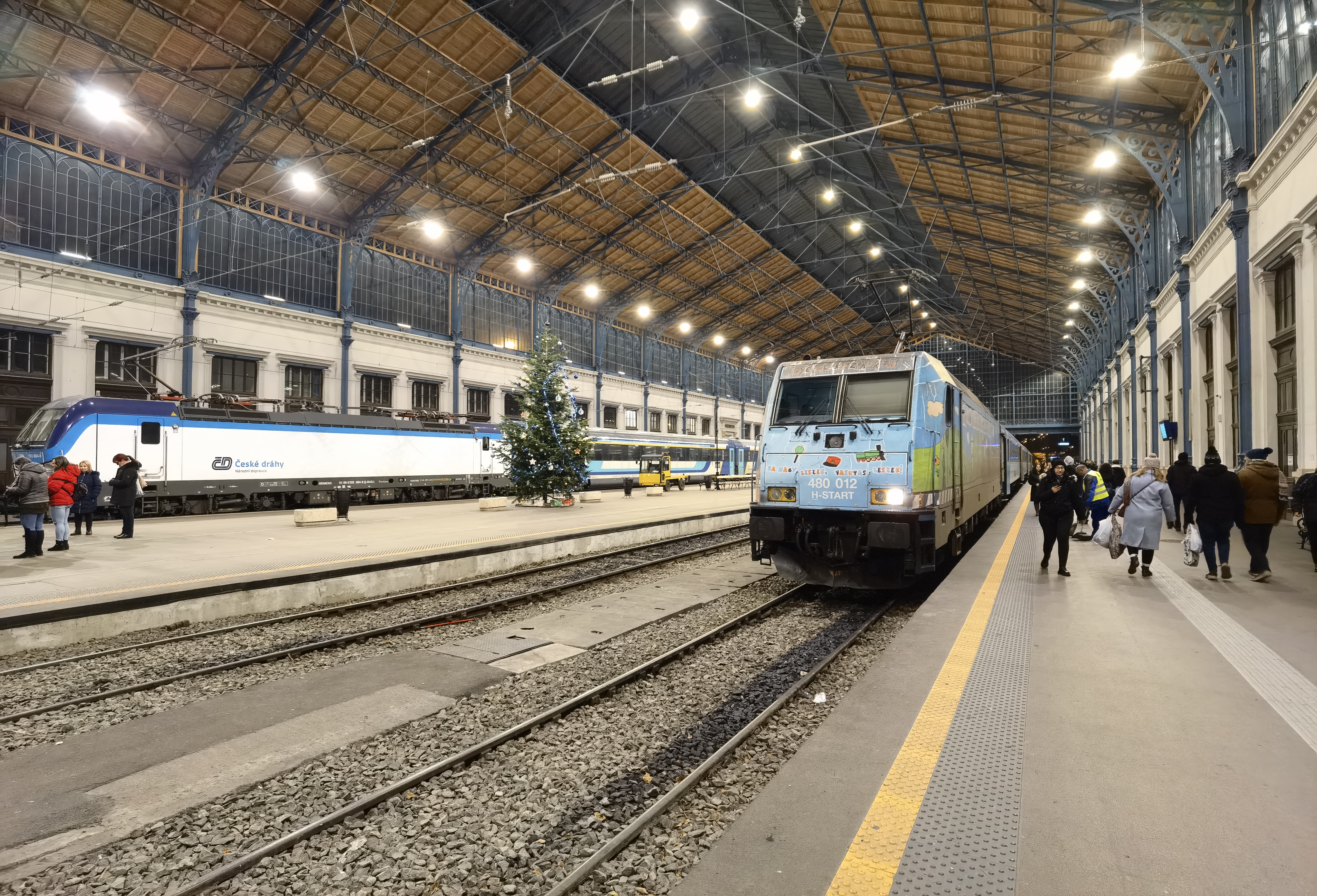
Budapest-Nyugati

Významné železniční stanice se v Maďarsku nacházejí v každém župním nebo větším městě. Ovšem za ty opravdu nejvýznamnější lze považovat tři největší nádraží v Budapešti. Jedná se o:
- Keleti pályaudvar (Východní nádraží)
- Nyugati pályaudvar (Západní nádraží)
- Déli pályaudvar (Jižní nádraží)

Nejen architektonicky jsou zajímavá dvě nádraží v Miskolci-Tiszai (Tiské nádraží) a Miskolc-Gömöri (Gemerské nádraží).

## Nákladní doprava
Hlavním nákladním dopravcem v Maďarsku je společnost Rail Cargo Hungaria (dříve MÁV Cargo), která je součástí skupiny Rail Cargo Austria. Pro nákladní dopravu je velice významná 35 km dlouhá širokorozchodná trať (1520 mm) na severovýchodě Maďarska, které vede na území Ukrajiny do stanice Čop.

## Železniční tratě

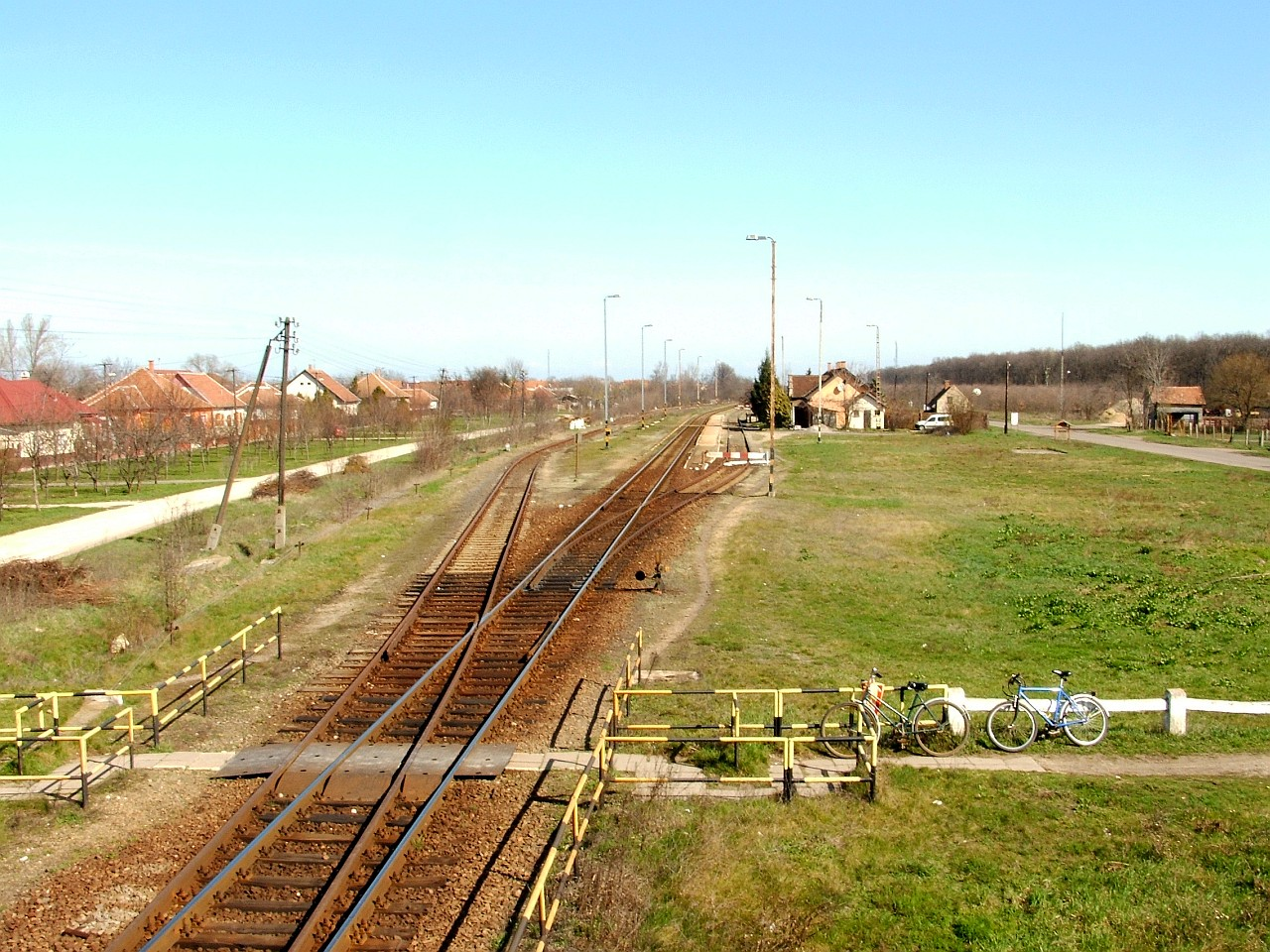
Venkovské nádraží

Maďarsko má velmi hustou železniční síť. Všechny hlavní tratě se paprskovitě rozbíhají z jediného centra - Budapešti k hranicím státu. Tyto hlavní tratě jsou většinou dvojkolejné a elektrizované střídavou napěťovou soustavou 25 kV, 50 Hz. Na některých (např. trať číslo 1 Budapešť–Győr–Mosonmagyaróvár–Hegyeshalom) je nejvyšší dovolená rychlost 160 km/hod.
Naproti tomu vedlejší tratě jsou poměrně zastaralé a jejich technický stav je špatný. To má za následek častá rychlostní omezení.

### Koridory
Mezinárodní železniční koridory:
| Číslo tratě | Trať                                                                         |
| ----------- | ---------------------------------------------------------------------------- |
| 1           | Budapešť - Győr - Mosonmagyaróvár - Hegyeshalom - ( Wien/ Bratislava)        |
| 30          | Budapešť - Székesfehérvár - Siófok - Nagykanizsa - Gyékényes - ( Záhřeb)     |
| 70          | Budapešť - Vác - Szob - ( Štúrovo)                                           |
| 80 + 90     | Budapešť - Hatvan - Füzesabony - Miskolc - Hidasnémeti - ( Košice)           |
| 100         | Budapešť - Szolnok - Püspökladány - Debrecín - Nyíregyháza - Záhony - ( Čop) |
| 100 + 101   | Budapešť - Szolnok - Püspökladány - Biharkeresztes - ( Oradea)               |
| 120         | Budapešť - Szolnok - Békéscsaba - Lőkösháza - ( Arad)                        |
| 150         | Budapešť - Kunszentmiklós-Tass - Kiskunhalas - Kelebia - ( Bělehrad)         |

Významné vnitrostranní železniční koridory:
| Číslo tratě   | Trať                                                                           |
| ------------- | ------------------------------------------------------------------------------ |
| 20            | Budapešť - Székesfehérvár - Veszprém - Ajka - Szombathely                      |
| 29            | Budapešť - Székesfehérvár - Balatonalmádi - Balatonfüred - Tapolca - Keszthely |
| 40            | Budapešť - Pusztaszabolcs - Sárbogárd - Dombóvár - Pécs                        |
| 40 + 41       | Budapešť - Pusztaszabolcs - Sárbogárd - Dombóvár - Kaposvár - Gyékényes        |
| 40 + 46 + 154 | Budapešť - Pusztaszabolcs - Sárbogárd - Bátaszék - Baja                        |
| 80            | Budapešť - Hatvan - Füzesabony - Miskolc - Sátoraljaújhely                     |
| 140           | Budapešť - Cegléd - Kecskemét - Kiskunfélegyháza - Szeged                      |
| 100 + 110     | Budapešť - Szolnok - Püspökladány - Debrecín - Mátészalka                      |

Zajímavostí maďarských železnic jsou jízdy takzvaných Kör IC (Okružní IC), které jezdí v okruhu navýchod od Budapešti na koridorové trase:
- Budapešť–Cegléd–Szolnok–Püspökladány–Debrecín–Nyíregyháza–Miskolc–Füzesabony–Hatvan–Budapešť a opačně.

### Gyermekvasút

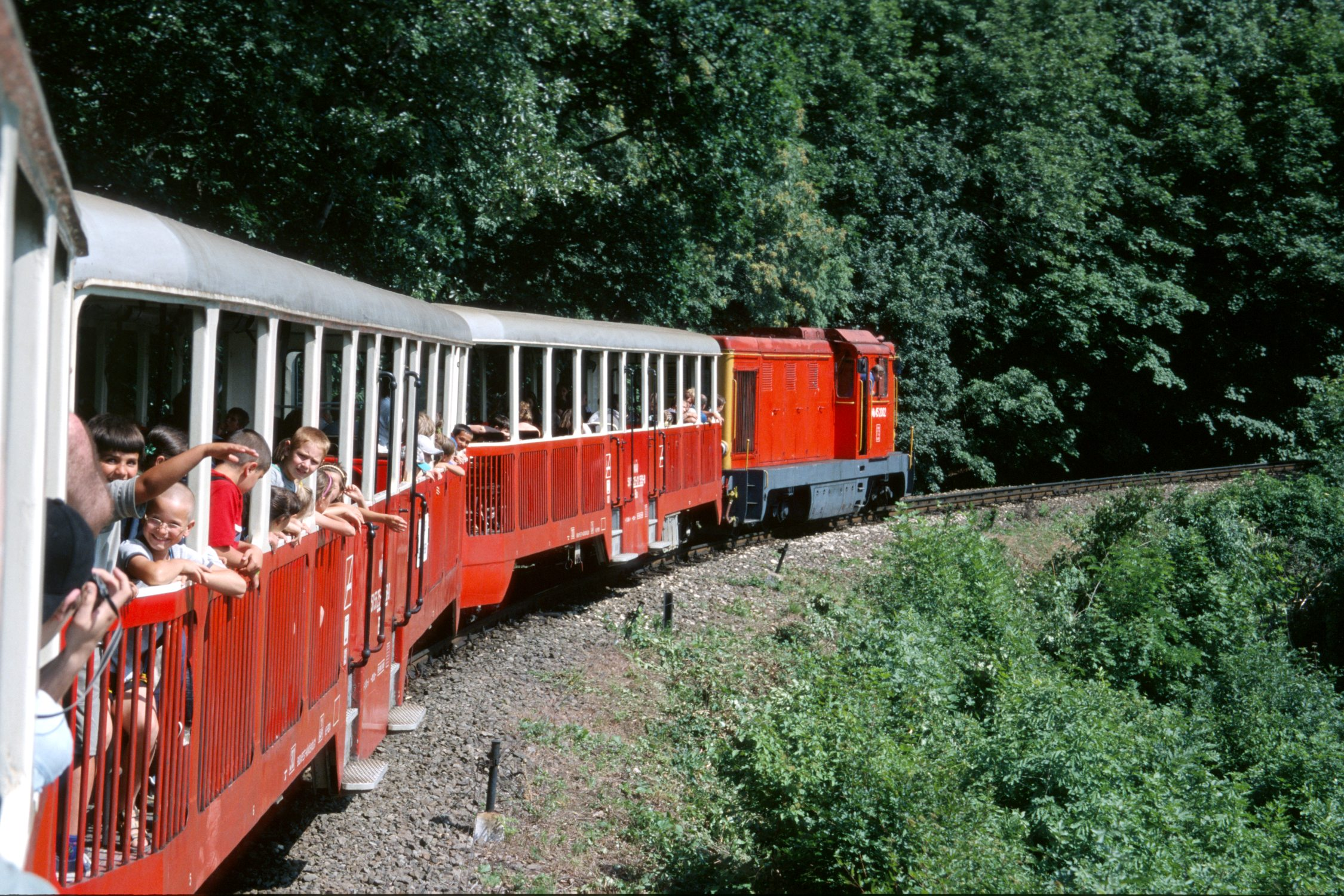
Vlak Dětské železnice

Gyermekvasút (česky: Dětská železnice) je úzkorozchodná železnice v Budapešti. Tato ojedinělá dráha byla vybudována maďarskými mládežníky v letech 1948 – 1950 a až do roku 1990, nesla název Úttörővasút (Pionýrská železnice). Obsluhu této tratě tvoří zásadně děti ve věku 10 až 14 let, které by v budoucnu chtěly pracovat pro MÁV. Mají na starosti vše od řízení vlakového provozu přes vypravování vlaků ze stanic až po kontrolu jízdních dokladů ve vlaku.

## Železniční vozidla

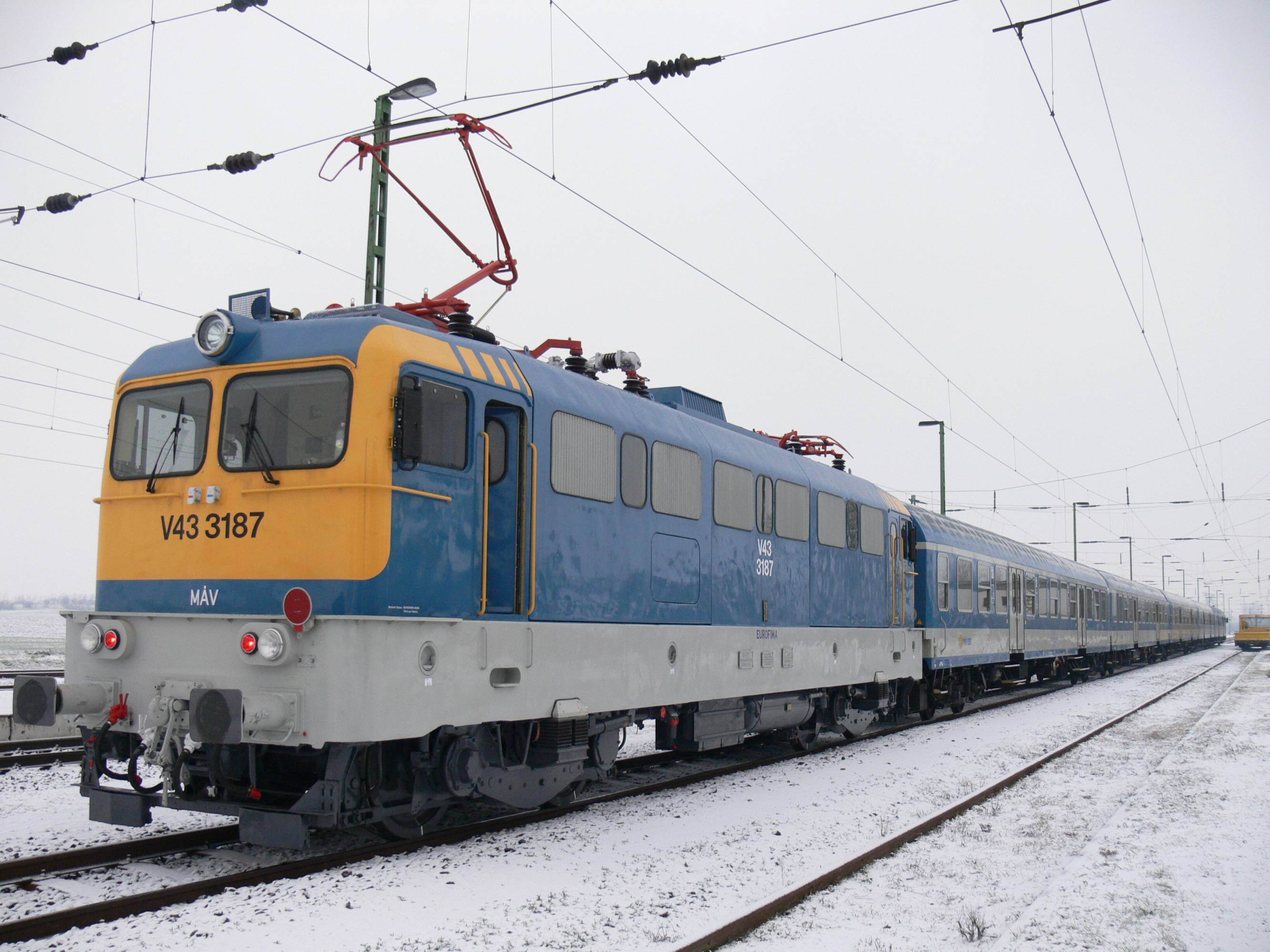
Lokomotiva V43 3187

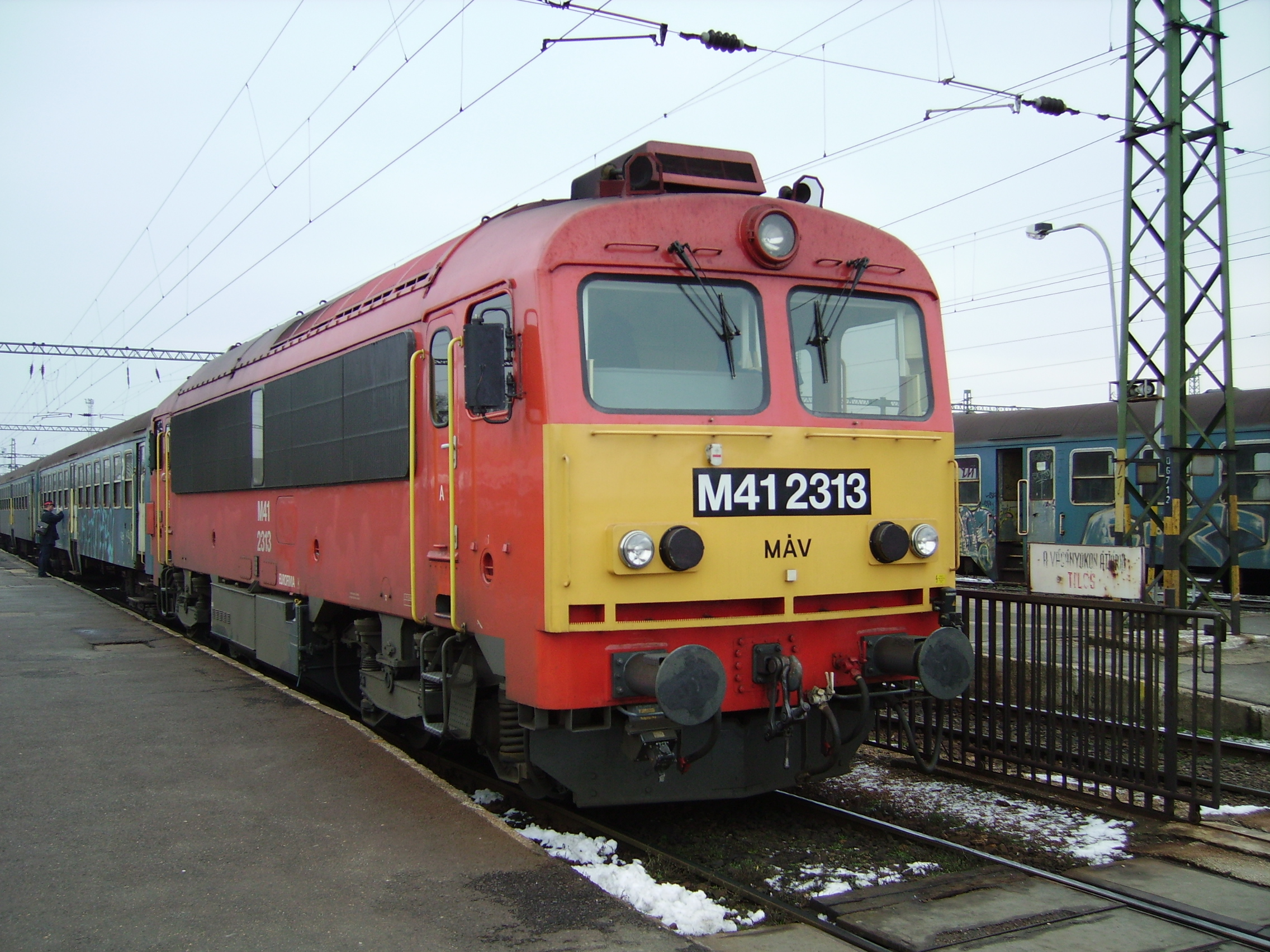
Lokomotiva M41 2313

### Elektrické lokomotivy
V43 • V46 • V63 • 1047 • 481

### Elektrické vozy a jednotky
BDVmot • BVhmot • BVmot • 5341 • 5342

### Motorové lokomotivy
M28 • M30 • M31 • M32 • M38 • M40 • M41 • M42 • M43 • M44 • M46 • M47 • M61 • M62 • M63

### Motorové vozy a jednotky
Bzmot • Bamot 701–702 • MDa, MDmot • 6312 • 6341 • 6342